# ألويسيوس أغو
ألويسيوس أغو (بالإنجليزية: Alloysius Agu) (مواليد 12 يوليو 1967) هو لاعب كرة قدم. يلعب مع منتخب نيجيريا لكرة القدم. سبق له أن لعب في كأس العالم لكرة القدم مع منتخب بلاده.

## مسيرته الكروية
لعب ألويسيوس أغو خلال مسيرته الاحترافية مع 5 أندية في ستة عشر موسمًا ولم يسجل خلالها أي هدف ضمن 142 مباراة. ولم يفز بأي موسم بالكأس أو بالدوري.
خاض ألويسيوس أغو مسيرته مع NEPA Lagos F.C. ‏ في موسم 1982 ليلعب معه ثمانية مواسم، لم يشارك في أي مباراة ولم يسجل أي هدف. ثم انتقل إلى ACB Lagos F.C. ‏ ما بين عامي 1990 و1991 لمدة موسم واحد، حيث لم يشارك في أي مباراة ولم يسجل أي هدف أيضًا. لينتقل بعدها إلى MVV Maastricht ‏ في موسم 1990–91 ولمدة موسمين، مشاركًا في 45 مباراة ولم يسجل أي هدف أيضًا. ثم انتقل إلى نادي لييج في موسم 1992–93 ولمدة موسمين، مشاركًا في 18 مباراة ولم يسجل أي هدف أيضًا. هذا وانتقل لاحقًا إلى نادي كايسري سبور في موسم 1994–95 واستمر معه طيلة ثلاثة مواسم، مشاركًا في 79 مباراة ولم يسجل أي هدف أيضًا.

## روابط خارجية
- ألويسيوس أغو على موقع اتحاد تركيا (لاعب) (الإنجليزية)
- ألويسيوس أغو على موقع قاعدة بيانات كرة القدم.إي يو (الإنجليزية)
- ألويسيوس أغو على موقع ناشيونال فوتبول تيمز (الإنجليزية)
- ألويسيوس أغو على موقع عالم كرة القدم.نت (الإنجليزية)